# Anna Bigas Salvans
Anna Bigas Salvans (Barcelona, 1965) és una biòloga i investigadora catalana especialitzada en biologia molecular i càncer. La seva recerca se centra en els mecanismes que controlen el desenvolupament i la diferenciació cel·lular, especialment aquells que intervenen en la regulació dels gens implicats en la leucèmia. Bigas és coordinadora del grup d'investigació de l'Institut Hospital del Mar d'Investigacions Mèdiques (IMIM), directora científica del CIBER del Càncer (Ciberonc) i vicedirectora d'Investigació Preclínica de l'Institut de Recerca Contra la Leucèmia Josep Carreras.
Bigas va obtenir el seu doctorat en biologia cel·lular a l'Hospital de la Santa Creu i Sant Pau, i després va continuar la seva formació a Seattle, on va fer una estada al Fred Hutchinson Cancer Center, estudiant com es regulen les cèl·lules mare hematopoètiques i com s'amplifiquen. De tornada a Barcelona, Bigas va establir el seu propi grup de recerca a l'Institut d'Investigació Biomèdica de Bellvitge (IDIBELL). Després de tres anys de treball, el seu grup va traslladar-se a l'IMIM, situat al Parc de Recerca Biomèdica de Barcelona (PRBB), on Bigas dirigeix el grup de recerca en cèl·lules mare i càncer.
Bigas té més de 30 anys d'experiència investigadora en el camp de la hematologia experimental i és l’autora principal de nombrosos estudis i publicacions en revistes científiques de gran impacte. El seu camp d'investigació és la leucèmia i, juntament amb el seu equip, ha realitzat descobriments importants en el camp de la leucèmia limfoblàstica aguda T. En concret, ha contribuït al descobriment d'un fàrmac que pot prevenir i guarir la leucèmia limfoblàstica aguda T en ratolins, i que té el potencial de ser efectiu en una etapa primerenca de la malaltia i fins i tot curar la malaltia en determinats casos. A més, ha corroborat el paper clau de la proteïna beta-catenina en la formació de la leucèmia limfoblàstica aguda de cèl·lules T, i ha identificat 79 gens implicats en la formació de la leucèmia, que poden servir per determinar quins pacients respondran al tractament habitual i quins no. El 2023, aquest estudi va ser publicat a la revista d'investigació en medicina molecular EMBO Molecular Medicine.
Bigas ha rebut diverses beques i premis, com ara, la Ayuda a la Investigación Oncológica de la Asociación Española Contra el Cáncer (AECC), que li va permetre finançar durant tres anys el seu projecte de recerca sobre càncer infantil, l'objectiu del qual era investigar els mecanismes que hi ha darrera les recaigudes de nens i nenes en la leucèmia limfocítica aguda. La seva recerca ha estat reconeguda a nivell internacional, i ha estat destacada entre els 22 projectes de recerca finançats per la AECC. Un projecte més recent, que inclou assaig clínic en humans, ha estat finançat en la seva totalitat per la junta aragonesa de l'AECC.